# Habitatge al carrer Bisbe Vilanova, 7 (Olot)
L'Habitatge al carrer Bisbe Vilanova, 7 és una casa d'Olot (Garrotxa) inclosa a l'Inventari del Patrimoni Arquitectònic de Catalunya.

## Descripció
És una casa de planta rectangular voltada de jardí. Disposa de planta baixa i dos pisos i el teulat és a quatre aigües. La façana de ponent té estucats formant grans franges horitzontals i presenta dos balcons al primer pis. Una línia vertical emmarca les finestres de donen llum a l'escala, i està decorada amb trossos de recuperació de ceràmica vidriada de colors. A l'altra façana hi ha una àmplia tribuna al primer pis que s'aprofita per fer una terrassa en el pis superior.

## Història
L'eixample és un projecte promogut per Manuel Malagrida i Fontanet, olotí enriquit a Amèrica, que va encarregar a l'arquitecte J. Roca i Pinet l'elaboració d'una ciutat-jardí, amb zones verdes i xalets unifamiliars. A partir del Passeig de Barcelona i del riu Fluvià, dibuixà una disposició radiocèntrica de carrers amb dos focus, la plaça d'Espanya i la d'Amèrica, unides pel pont de Colom. Poc després es començaren les obres de l'hemisferi espanyol i es començaren a bastir nombroses cases amb la tipologia establerta. Can Simon va ser aixecada poc després d'acabar-se la guerra civil.